# Кембриджские правила
Ке́мбриджские пра́вила — первый унифицированный свод футбольных правил. 

## История
В 1846 году Х. де Уинтон и Джон Чарльз Тринг из Кембриджского университета встретились с представителями частных школ с целью сформулировать и принять свод единых правил. Дискуссия длилась 7 часов и 55 минут, и в результате возник документ, опубликованный под названием «Кембриджские правила». Они были одобрены большинством школ и клубов, и позднее (лишь с незначительными изменениями) их приняли за основу правил Футбольной ассоциации Англии.

## Правила 1862 года
Копии первоначального свода «Кембриджских правил» не сохранились. Есть правила Университетского Футбольного клуба от 1856 года. Самый ранний из существующих документов, к которым восходят современные правила Футбольной ассоциации это свод правил, опубликованный мистером Трингом в 1862 году:
1. Гол считается забитым, когда мяч прошёл в створ ворот и под перекладиной, за исключением тех случаев, когда он заброшен в ворота рукой.
2. Мяч разрешается останавливать руками лишь для того, чтобы установить его перед собой для удара.
3. Удары должны быть направлены только в мяч.
4. Запрещается бить ногами по летящему мячу.
5. Запрещается ставить подножки, делать подсечки и бить противника по ногам.
6. Когда мяч выбит за боковые флажки, игрок, выбивший мяч, возвращает его в игру с того же места, где мяч пересёк боковую линию, в направлении по прямой линии к середине поля.
7. Когда мяч выбит за линию ворот, его возвращают в игру игрок той команды, через линию ворот которой прошёл мяч.
8. Игроки команды соперников должны находиться на расстоянии не ближе шести шагов от футболиста, выбивающего мяч в игру с боковой линии или с линии ворот.
9. Игрок считается находящимся в положении «вне игры», как только он оказался впереди мяча, и должен немедленно занять положение позади мяча. Если мячом владеет его команда, игрок в положении «вне игры» не имеет права трогать мяч или продвигаться вперёд до тех пор, пока кто-либо из другой команды не дотронется до мяча или кто-либо из его собственной команды не выбьет мяч на одну линию с ним или вперёд.
10. В случае, если игрок находится в положении «вне игры», ему запрещается атаковать соперника. Он может начать атаку только тогда, когда выйдет из положения «вне игры».

Это были правила игры, которую сам Тринг определил как «самая простая игра». Кембриджские правила стали основой для свода правил Тринга.